# Río Sefid
El río Sefid, también llamado Sefid-Rud (sĕpēd rud), a veces Sepid Rud (sĕfēd´ rud) o Rud-e Safid (en persa: سفیدرود‎, literalmente «río Blanco»), es un río, de aproximadamente 670 km de largo, que nace en el noroeste de Irán y fluye en líneas generales hacia el este para desembocar en el mar Caspio en Rasht. El río es el segundo más largo de Irán, después del río Karún. 
Sefid Rha cortado una garganta a través de los montes Elburz, la brecha Manjil, capturando dos afluentes manantiales y ensanchando el valle entre las colinas Talesh y la principal cadena Elburz. La brecha proporciona una ruta principal entre Teherán y la provincia de Guilán con sus tierras bajas caspias.
Por encima de Manjil el río era conocido como Qizil Uzun, literalmente Largo río Rojor. El río es famoso por la cantidad de pescado especialmente la trucha caspia, Salmo trutta caspius
En el amplio valle antes de que el Sepid Rud entre en el Caspio se han abierto una serie de canales de transporte e irrigación; los dos mayores son el Khomam y el Now.  El río fue dañado en 1962 por la presa Shahbanu Farah (más tarde renombrado presa Manjil) que creó un pantano 1,86 km² y permitió la irrigación de 2.380 km cuadrados adicionales. El pantano media producción de arroz significativamente incrementada en el delta. El componente hidroeléctrico del pantano genera 87.000 kilovatios.
El 23 de junio de 1975, 3.177 hectáreas de la boca del río y de la Bandar Kiashahr Lagoon fueron declarados Sitio Ramsar (n.º. ref. 46).

## Historia
El río era conocido en la Antigüedad con los nombres de Mardus y Amardus. En el período helenístico el lado norte del Sefid (entonces Mardus) estaba ocupado por la tribu montañosa de los Cadusii.